# Sphecomorpha vespiventris
Sphecomorpha vespiventris är en skalbaggsart som först beskrevs av Bates 1880.  Sphecomorpha vespiventris ingår i släktet Sphecomorpha och familjen långhorningar.
Artens utbredningsområde är Guatemala. Inga underarter finns listade i Catalogue of Life.